# مصمودة (قرية)
مصمودة هي قرية في إقليم وزان ضمن جهة طنجة تطوان بالشمال المغربي. كان مجموع عدد سكان جماعة مصمودة 17.126 نسمة.(تعداد السكان الرسمي 2004)